# 信州水澤観音利益雜食橋由來
『信州水澤観音利益雜食橋由來』（しんしゅうみずさわかんのんりやくぞうしばしゆらい）は、十返舎一九の作品であり、1819年（文政2年）春に、江戸の仙鶴堂が版元となり、出版された絵入り草子本である。

## 概要
十返舎一九は、信濃国松本城下の書店主・高美甚左衛門常庸の招きを受けて、1814年（文化11年）8月に、同国筑摩郡上波田村の水沢観音若沢寺を訪れた。高美屋の弟子の花垣を伴い、高美屋の家内に母や友人らとにぎやかに参詣し、一九と花垣だけが3 - 4日若沢寺に逗留した。そこに宿泊中、寺僧らが語った近くの城のお家騒動、梓川にかかる雑炊橋にまつわる男女の恋物語、若沢寺の縁起や、忍杉、雄鳥羽の滝、千手観音のご利益、坂上田村麻呂将軍の故事や水沢不動尊の霊験などを詳しく書き留めて江戸に帰った。それらの知見をもとに創作し、5年後の1819年（文政2年）春に、江戸で出版されたのが、この『信州水澤観音利益雜食橋由來』である。武家のお家騒動などで不運に陥った男女が、観音への信仰によって、神仏の怪奇現象の助けを受け、城の支配を取り戻す内容になっている。

## 閲覧
- 早稲田大学図書館が所蔵しており、全体をweb公開している。
- 次の書籍が一部を復刻し、全体を解読したものを掲載している。
  - 『幻の大寺院 若沢寺を読みとく』あずさ書店、2010年9月、ISBN 978-4-900354-67-8
  - 『若澤寺を探るIV 若澤寺文献資料集2』波田町教育委員会、2005年3月